# 軍事情報局 (ドイツ)
座標: 北緯50度40分01秒 東経7度11分06秒 / 北緯50.66698112550466度 東経7.185080051422119度
ドイツ軍事情報局（ドイツ語：Amt für Militärkunde、略称：AMK）は、戦力基盤軍に存在する機関（de:Dienststelle）の一つ。
部隊公式としては連邦情報局（BND）で運用され、軍隊要員で主力を構成する部門である。構成する大部分の将兵は（BND職員の約10％は将兵からなる）連邦情報局に正式に編入される
軍事情報局は現在ボン＝メーレムに所在している。しかし後に連邦情報局本部が置かれているプラッハ・イム・イーザルタールに移転することになる。この計画はベルリンへの連邦情報庁本部移転に対抗するための一環として施設所在地の確保のために、連邦政府とバイエルン州政府間の妥協の結果であった。